# Élia Verina
Élia Verina foi uma Imperatriz-consorte romana do oriente, esposa do imperador Leão I, o Trácio do Império Romano do Oriente, e irmã do também imperador Basilisco. Sua filha Ariadne foi a primeira esposa de Zenão e depois de Anastácio I Dicoro. Verina foi a avó materna de Leão II.

## Família
As origens de Verina e seu irmão Basilisco são desconhecidas. Considera-se provável que tenham origem nos Bálcãs, mas nada mais específico é conhecido. Eles tiveram pelo menos uma irmã pois a hagiografia de Daniel, o Estilita, citou um tal Zuzus como sendo cunhado de Verina e Basilisco.
Stefan Krautschick em seu trabalho histórico "Zwei Aspekte des Jahres 476" (1986) propôs a teoria de que os dois irmãos seriam parentes de Odoacro, o primeiro rei bárbaro da Itália. A teoria baseia-se na passagem 209.1 da fragmentada "Crônica" de João de Antioquia, um monge do século VII. Já se sugeriu que o cronista seria o patriarca ortodoxo sírio de Antioquia João de Sedre (641–648). A passagem registra o assassinato de Armato por Onulfo. Com base nesta interpretação, Odoacro seria irmão de Onulfo ou de ambos. Uma segunda interpretação foi introduzida por Krautschick e ganhou o apoio de, entre outros, Alexander Demandt e Patrick Amory. Amato foi identificado como sendo sobrinho de Verina e Basilisco em outras fontes bizantinas, incluindo a hagiografia de Daniel, o Estilita e a Suda. Esta teoria faria de ambos, Onulfo e Odoacro, sobrinhos de Verina e Basilisco.
Contudo, um contra-argumento para a teoria é dada por Penny Macgeorge em seu próprio estudo, Late Roma Warlords (2003; pp. 284-285), e baseia-se no completo silêncio de João Malalas e Malco sobre uma relação de sangue de Odoacro com a Dinastia leonina. Ambos os historiadores estavam cronologicamente mais próximos dos eventos registrados do que João de Antioquia.
Se aceita a teoria de Krautschick, Verina teria origem bárbara. Sua ascendência ainda seria incerta devido às fontes contraditórias sobre a ascendência de Odoacro. Várias fontes têm o identificado como um godo, rúgio, esciro ou turíngio. Todos os quatro eram povos germânicos, com os godos, rúgios e esciros agrupados por etnologistas dentro das tribos germânicas orientais. Seu pai era o líder Edecão dos esciros, mas não está claro se ele nasceu na tribo ou se casou com uma escira. Outras fontes identificam Edecão como um dos hunos, possivelmente por ter servido sob Átila, o Huno. De acordo com Amory, as identidades etnográficas de ambos pode refletir tanto sua ascendência mista quanto as suas associações políticas com os vários grupos.
A presença de Verina na corte romana tem sio atribuída por Demandt à "osmose dos romanos tardios com a aristocracia germânica". Em outras palavras, a prática de casamentos entre a aristocracia militar romana - e as dinastias dela derivadas - com as várias famílias germânicas dos federados.

## Casamento
Verina casou-se com Leão, um funcionário trácio-romano do exército romano oriental. De acordo com Jordanes e João Malalas, seu marido foi um dos bessos, uma tribo de trácios. Teodoro, o Leitor, Teófanes o Confessor, Jorge Cedreno e Miguel, o Sírio, relataram que Leão nasceu na Trácia. No entanto, a "Biblioteca", do patriarca Fócio I de Constantinopla, cita Cândido Isauro (PG 85) ao afirmar que a terra natal de Leão seria a Dácia.
Leão não era de uma família proeminente. Sua única relação conhecida antes do seu casamento foi com uma irmã chamada Eufêmia. De acordo com Pátria, atribuído a Jorge Codino, Eufêmia nunca se casou. Ela morava em Constantinopla e recebia visitas semanais do irmão, tendo erguido uma estátua em sua homenagem. A "Prosopografia do Império Romano Tardio" observa, porém, que esta fonte não é considerada particularmente fiável. A Pátria foi escrita durante o reinado de Basílio II Bulgaróctono (r. 976–1025) e revisada durante o reinado de Aleixo I Comneno (r. 1081–1118). Assim, pelo menos, cinco séculos separam o tempo de Leão e Eufêmia deste relato escrito sobre eles.

## Imperatriz consorte
Em janeiro de 457, Marciano sucumbiu a uma doença, supostamente gangrena. Ele foi deixou uma filha, Eufêmia,  e o genro Antêmio. Leão era um tribuno dos maciários (mattiarii), um regimento que empunhava a maça (em latim: mattea).
Marciano havia sido proclamado augusto como consorte de Élia Pulquéria, uma membro da Dinastia teodosiana. Sua única filha, que era de um casamento anterior, não foi considerada herdeira da dinastia. O exército e o Senado bizantino tiveram de eleger um novo Augusto. Áspar, mestre dos soldados (magister militum) do Império Romano do Oriente, foi incapaz de reivindicar o trono para si devido às suas origens e filiações religiosas. Ele era um dos alanos, uma tribo dos sármatas. Embora sua família tenha servido no exército romano durante gerações, Áspar ainda era considerado um bárbaro. Ele também era um adepto do arianismo, enquanto a maioria da classe dominante do Império Romano do Oriente professava o credo niceno-constantinopolitano. Ele era, portanto, uma escolha impopular para o trono.
Áspar usou sua influência para se tornar um "fazedor de reis". Ele foi capaz de escolher um candidato entre os seus oficiais subordinados, provavelmente contando com sua lealdade futura. Ele escolheu Leão e o Senado aceitou a escolha. Em 7 de fevereiro de 457, Leão foi coroado pelo patriarca Anatólio de Constantinopla, a primeira coroação conhecida que envolve um patriarca. A partir daí, Verina tornou-se a imperatriz-consorte. Ela provavelmente adicionou "Aelia" em seu nome em sua proclamação como augusta, uma tradição entre as augustas da dinastia teodosiana.
Em 461, Leão fundou os excubitores como um contrapeso aos soldados germânicos de Áspar. Ele recrutou a maioria dos seus membros dentre os mais robustos guerreiros isauros. Em 466, Tarasicodissa, um oficial isauro dos excubitores, apresentou evidências de que Ardabúrio, filho de Áspar, seria culpado de traição. O escândalo causou uma rachadura nas relações de Leão e Áspar, aumentando a confiança do imperador nos excubitores.
Em 467, Leão selou uma aliança com Tarasicodissa casando-o com sua filha Ariadne. Para torná-lo mais palatável para a hierarquia romana e a população falante de grego de Constantinopla, o novo genro do casal imperial mudou seu nome para Zenão. O único filho conhecido de Ariadne e Zenão, Leão II, nasceu no mesmo ano.
Em 469, Áspar tentou matar Zenão e quase conseguiu. Em 471, ele e Ardabúrio foram assassinados no Grande Palácio de Constantinopla, a mando do imperador, que ganhou o apelido de "macelles" ("açougueiro") pela forma das mortes. Zenão se viu então como o principal aliado de Leão I no exército bizantino.
Leão II foi proclamado césar em outubro de 473 e efetivamente tornou-se o herdeiro-aparente do trono por ser o parente mais próximo de Leão I do sexo masculino. Em 18 de fevereiro de 474, Leão morreu de disenteria e seu neto imediatamente o sucedeu. Verina permaneceu no palácio.

## Imperatriz-viúva
Como Leão era muito jovem para reinar sozinho, Verina e Ariadne o convenceram a coroar Zenão como coimperador, o que ele fez em 9 de fevereiro de 474. Quando Leão caiu enfermo e morreu no dia 17 do mesmo ano, Zenão se tornou o único imperador, com Ariadne como sua imperatriz-consorte.
Verina não estava satisfeita com o seu papel de viúva. De acordo tanto com Cândido quanto com João de Antioquia, ela arranjou um amante, Patrício, um ex-prefeito pretoriano. A imperatriz-viúva apoiara Zenão quando Leão II ainda estava vivo, mas, não muito depois da morte do neto, ela se voltou contra o genro. João Malalas atribuiu sua hostilidade a uma discussão entre eles sobre um pedido que augusta sênior fez ao genro, mas não se aprofunda mais do que isso. Uma interpretação moderna sugere que o pedido tinha a ver com um segundo casamento dela com Patrício, algo que Zenão teria motivos para recusar no intuito de evitar que Patrício emergisse como um candidato rival ao trono.
A imperatriz-viúva armou então um conspiração  contra Zenão com a ajuda de Patrício, do irmão Basilisco, do general isauro Ilo e do general Teodorico Estrabão, forçando o imperador a fugir da capital em 475. O imperador fugiu para sua terra natal levando consigo alguns isauros e o tesouro imperial. Basilisco foi então proclamado "augusto" em 9 de fevereiro de 475 no Palácio Hebdomo pelos ministros do palácio e o Senado Bizantino.
João de Antioquia e a hagiografia de Daniel, o Estilita, implicam que Verina teria sido enganada e por isso apoiou a conspiração. Cândido e João de Antioquia relatam que ela esperava se valer da conspiração para substituir Zenão por Patrício, voltando à prestigiosa posição de imperatriz-consorte no processo. Ainda assim, Basilisco foi coroado tão logo Zenão fugiu da cidade e o foi pelas mãos da própria Verina, pois, de acordo com Malalas, ela seria a única pessoal com status imperial presente na capital. Há dúvidas sobre se a descrição dos motivos de Verina por Cândido e João está correta ou se reflete a hostilidade dos cronistas em relação à imperatriz.
Qualquer que seja o caso, Patrício serviu nos primeiros anos do novo governo como mestre dos ofícios. Porém, eventualmente Basilisco ordenaria a sua morte, pois ele era um candidato natural a derrubá-lo no futuro. Por isso, Verina agora passou a conspirar contra Basilisco. De acordo com Cândido Isáurio, depois da morte de Patrício, Verina passou a apoiar novamente Zenão, mas o plano da imperatriz foi descoberto por Basilisco e apenas a intervenção de Amato salvou sua vida.
Em 476, tanto Illo quanto Armato desertaram para o lado de Zenão, que cercou Constantinopla em agosto. O líder dos godos da Panônia, Teodorico, o Amal (e que futuramente seria conhecido como Teodorico, o Grande), se aliou com Zenão. Suas ordens eram que ele atacasse Basilisco e os seus godos federados da Trácia, liderados por Teodorico Estrabão. Sua recompensa seria receber o título de mestre dos soldados mantido por Estrabão e todos os pagamentos antes devidos aos godos trácios. Já se sugeriu que Constantinopla estaria então indefesa durante o cerco de Zenão por que Teodorico Estrabão teria marchado para o norte para conter a ameaça de seu homônimo. O Senado então abriu os portões da cidade para o isauro e permitiu que Zenão retomasse o trono. Ariadne era ainda a sua imperatriz.

## Rivalidade com Ilo
O breve reinado de Basilisco não parece ter resultado em mágoas duradouras entre Verina e o casal Zenão e Ariadne. Porém, ele resultou num ódio profundo entre ela e Ilo. A hagiografia de Daniel, o Estilita, considera Ilo como tendo sido responsável por envolver Verina na conspiração inicial, mantendo secretas suas próprias intenções. Ele seria, para ela, direta ou indiretamente responsável pela morte de Patrício.
Em 477, uma primeira tentativa de assassinar Illo foi evitada por um escravo. Embora as fontes não associem a tentativa à imperatriz, historiadores posteriores sugerem que ela de fato teria sido a mandante. No ano seguinte, uma segunda tentativa foi evitada por Epínico, um favorito de longa data de Verina. Ele permitiu que Illo custodiasse o prisioneiro e o interrogatório resultou numa confissão que implicava a imperatriz na trama.
Illo se recuperou do ataque na Isáuria, sua terra natal. Ele teria se recusado a retornar a Constantinopla enquanto Verina morasse no Palácio. Zenão concordou então em bani-la e ela jamais retornou. De acordo com João de Antioquia, ela foi primeiro confinada num mosteiro em Tarso. Em seguida, ela seguiu primeiro para Dalisando (duas cidades com este nome existiram, na Isáuria e na Panfília) e, depois, para Cherris, na Isáuria.
Em 478-479, a revolta de Marciano, um filho de Antêmio, eclodiu. Ele era casado com Leôncia, filha de Leão e Verina. Sua reivindicação ao trono se baseava no fato de sua esposa ser uma "porfirogênita" (uma princesa nascida quando o pai era imperador). Em teoria, Leôncia de fato teria um status superior ao da irmã, Ariadne, que nasceu antes da elevação dos pais ao trono. Marciano e seus irmãos, Procópio e Rômulo, lançaram sua tentativa de golpe em Constantinopla e estavam cercando o Palácio quando Illo chegou com reforços vindo de Calcedônia. João de Antioquia atribui toda a revolta às maquinações de Verna, mas a real extensão do envolvimento da imperatriz é incerta.
Em 480, Verina estava ainda confinada na Isáuria sob a custódia de Illo. Porém, ela conseguiu se corresponder com Ariadne e convenceu a filha a intervir por ela. Ariadne passou então a lutar pela libertação da mãe, primeiro com Zenão e, depois, com Illo, a quem o imperador a direcionou. Illo não apenas negou seu pedido como a acusou de desejar colocar outra pessoa no trono do marido. A acusação a irritou e ela, assim como a mãe, passou a tentar matá-lo. Jordanes atribuiu o ódio dela a uma diferente causa: ele afirma que Illo teria enchido a cabeça de Zenão com suspeitas maliciosas, o que teria impelido Zenão contra ela. Os assassinos contratados por ela falharam na tarefa, mas conseguiram cortar uma orelha de Illo antes de serem presos. Apesar de saber do caso, Zenão parece ter sido incapaz de salvar-lhes a vida.

## Aliança com Illo
Em 483 ou 484, Illo se rebelou contra Zenão. Verina ainda detinha seu status imperial e, por isso, podia coroar outro augusto. Ele a libertou da prisão e a fez coroar Leôncio, um general, como augusto em Tarso. A revolta também tinha um significado religioso, pois os rebeldes eram cristãos calcedonianos, enquanto que Zenão era um aderente do monofisismo.
João Malalas conta que Verina se juntou à nova aliança com fervor, correspondendo-se com várias cidades para tentar conseguir apoio para os rebeldes. Porém, há algumas dúvidas sobre a sinceridade tanto de suas novas convicções quanto de sua "amizade política" com seu antigo inimigo. Ela pode ter sido, na realidade, ainda uma prisioneira e agiu para preservar sua vida. É de se notar que Verina não se juntou a Leôncio e Illo na campanha pela Antioquia e foi, ao invés disso, enviada para a fortaleza de Papírio, na Isáuria.
A revolta fracassou e os revoltosos tiveram que recuar de Antioquia para Papírio. Zenão enviou um exército que incluía romanos e ostrogodos, comandado por João, o Cita, e conseguiu derrotá-los. A fortaleza foi cercada entre 484 e 488, mas Verina morreu logo no início das operações. Não se conhecem as circunstâncias de sua morte, porém. De acordo com Malalas, quando o cerco terminou, o cadáver de Verina foi recuperado e enviado para Ariadne para ser devidamente sepultado.

## Família e filho
Verina e Leão tiveram três filhos:
- Ariadne, nasceu antes da morte do imperador Marciano (r. 450–457).[9]
- Leôncia. Ela foi primeiro foi prometida a Júlio Patrício, um filho de Áspar, mas o casamento jamais se realizou por que o noivo e um de seus filhos, Ardabur, foram assassinados em 471. Leôncia então se casou com Marciano, um filho do imperador Antêmio e Márcia Eufêmia, que liderou uma revolta fracassada contra Zenão em 478-479. Ambos foram exilados para a Isáuria depois da derrota.[6]
- Um filho de nome desconhecido nasceu em 463 e morreu com apenas cinco meses. A única fonte sobre o menino são um horóscopo feito por Retório e a hagiografia de Daniel, o Estilita.[6]

### Possíveis descendentes
A "Crônica Georgiana", uma compilação do século XIII baseada em fontes anteriores, relata um casamento entre Vactangue I da Ibéria com uma princesa Helena de Bizâncio, identificando-a como um filha do antecessor de Zenão. Este predecessor é, provavelmente, Leão I, o que lhe daria então uma terceira filha.
Cyril Toumanoff identifica ainda dois filhos deste casamento. Mitrídates da Ibéria e Leão da Ibéria, sendo que este seria o pai de Gurgenes I (r. 588–590). A acuracidade desta descendência é desconhecida.